# Cantus
Cantusul (din greaca kanthos - unghiul ochiului) sau unghiul ochiului (Angulus oculi), unghiul palpebral, unghiul fantei palpebrale este unghiul format la unirea pleoapei superioare cu pleoapa inferioară, de fiecare parte a ochiului.
- Cantusul extern sau cantusul lateral, cantusul temporal, unghiul extern al ochiului,  unghiul lateral al ochiului (Angulus oculi lateralis) este unghiul format de joncțiunea părții laterale a pleoapei superioare și inferioare.
- Cantusul intern sau cantusul medial, cantusul nazal, unghiul intern al ochiului, unghiul medial al ochiului (Angulus oculi medialis) este unghiul format de joncțiunea părții mediale a pleoapei superioare și inferioare.